# 征服されざる人々
『征服されざる人々』（せいふくされざるひとびと、Unconquered）は、1947年に公開されたアメリカ合衆国の歴史冒険映画。
製作、監督はセシル・B・デミル。主演はゲイリー・クーパーとポーレット・ゴダード。助演にボリス・カーロフ、セシル・ケラウェイ、ワード・ボンドなど。
18世紀半ばのポンティアック戦争を舞台に、ピット砦周辺でのアメリカ入植者とネイティブ・アメリカンによる激しい闘争を描いた作品。衣装やセット、何千人ものエキストラなどデミルの豪華主義を推し出した作品の一つでもある。

## キャスト
| 役名             | 俳優                     | 日本語吹替  | 日本語吹替   |
| 役名             | 俳優                     | NETテレビ版 | フジテレビ版 |
| ---------------- | ------------------------ | ----------- | ------------ |
| クリス大尉       | ゲイリー・クーパー       | 臼井正明    | 黒沢良       |
| アビー           | ポーレット・ゴダード     | 来宮良子    | 来宮良子     |
| ガース           | ハワード・ダ・シルヴァ   | 戸田皓久    | 島宇志夫     |
| ガイアスタ       | ボリス・カーロフ         |             | 加藤精三     |
| ジェレミー・ラブ | セシル・ケラウェイ       | 相模武      | 和久井節緒   |
| フレイザー       | ワード・ボンド           | 高塔正康    | 緑川稔       |
| フレイザー夫人   | ヴァージニア・キャンベル |             |              |
| ハンナ           | キャサリン・デミル       | 森ひろ子    | 杉山佳寿子   |
| スティール大尉   | ヘンリー・ウィルコクソン |             |              |
| 主席判事         | C・オーブリー・スミス    |             |              |
| シメオン大尉     | ヴィクター・ヴァルコニ   | 松宮五郎    |              |
| ダイアナ         | ヴァージニア・グレイ     |             |              |
| ボーン           | マイク・マザーキ         |             |              |
| ハッチンズ中尉   | ロイド・ブリッジス       |             |              |

- NETテレビ版：初回放送1969年2月2日『日曜洋画劇場』
- フジテレビ版：初回放送1971年12月10日『ゴールデン洋画劇場』

## スタッフ
- 監督・製作：セシル・B・デミル
- 原作：ネイル・H・スワンソン
- 脚本：チャールズ・ベネット、フレドリック・M・フランク、ジェシー・ラスキー・ジュニア、ジャニー・マクファーソン（ノンクレジット）
- 撮影：レイ・レナハン
- 特殊効果：ゴードン・ジェニングス
- 音楽：ヴィクター・ヤング

## 評価
本作はインディアンと白人の戦いを描いた作品だが、セシル・B・デミルは製作時、歴史的な正確さよりも作品としての完成度を重要視したことや、アメリカ植民地征服の美化とそれを邪魔したネイティブ・アメリカンの悪魔化に興味を持っていたため、白人を善人として優位に立たせインディアンをステレオタイプな敵として描写した。そのため「古臭い歴史観に凝り固まっており、手放しでは受け入れられない」と非難される一方で、勧善懲悪を明確にしており、作品としての豪華さなどから「セシル・B・デミルにしかできない方法で馬鹿げた映画で、そこが非常に面白い」と評する声もある。
バラエティ紙は本作に関して、脚本は「頻繁に不適切な部分がある」と嘲笑しながらも俳優の演技を賞賛し、「キャストへは大きな賛辞を送る。なぜなら、この内容にもかかわらず最善を尽くしているからだ」と述べた（なお、クーパーはデミルが作成した一部の台詞を言うことを拒否している。）。映画評論家のエマニュエル・レヴィは、主演のクーパーとゴダードの持つ「色気」のおかげで人気を博したと評し、レイ・レナハンによるテクニカラー撮影を「目を見張るような方法で印象的」と述べた。